# Liste der FFH-Gebiete in der Autonomen Gemeinschaft Madrid

Flagge von Madrid

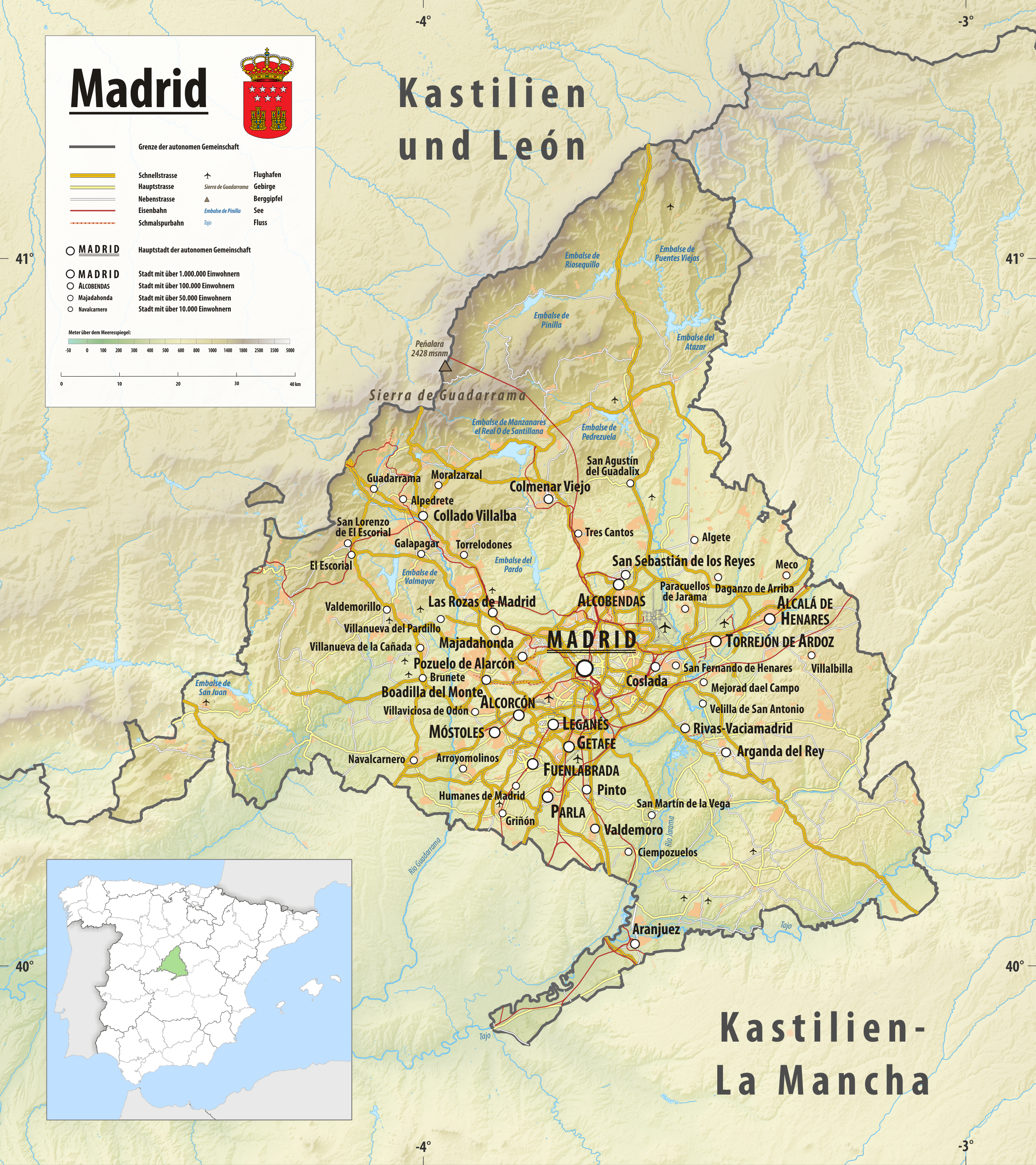
Karte von Madrid

Diese sortierbare Liste führt die Fauna-Flora-Habitat-Gebiete in der zu Spanien gehörenden autonomen Gemeinschaft Madrid. Die Gebiete gehören zum europäischen Schutzgebietsnetz Natura 2000.

## Hinweise zu den Angaben in der Tabelle
- Gebietsname: Amtliche Bezeichnung des Schutzgebiets
- Bild/Commons: Bild und Link zu weiteren Bildern aus dem Schutzgebiet
- WDPA-ID: Link zum Schutzgebiet in der World Database on Protected Areas
- EEA-ID: Link zum Schutzgebiet in der Datenbank der European Environment Agency (EEA)
- Lage: Geografischer Standort
- Fläche: Gesamtfläche des Schutzgebiets in Hektar
- Bemerkungen: Besonderheiten und Anmerkungen

Bis auf die Spalte Lage sind alle Spalten sortierbar.

## Tabelle
| Gebietsname                                    | Bild/Commons | WDPA-ID   | EEA-ID    | Lage | Fläche ha | Bemerkungen |
| ---------------------------------------------- | ------------ | --------- | --------- | ---- | --------- | --- |
| Cuencas de los ríos Jarama y Henares           |              | 555523377 | ES3110001 | ⊙    | 36.064,0  | Einzugsgebiet der Flüsse Jarama und Henares mit Macchien, Eichenwäldern und Galerieauwäldern, Vorkommen einiger geschützter Fischarten und des Fischotters. |
| Cuenca del río Lozoya y Sierra Norte           |              | 555523378 | ES3110002 | ⊙    | 50.231,0  | Einzugsgebiet des Flusses Lozoya und Sierra Norte, Berglandschaft mit ausgedehnten Kiefernwäldern und endemischen Pflanzenarten (z. B. Erodium paularense), Vorkommen von Fischotter, Oro-mediterranen Heiden und zahlreichen weiteren Schutzgütern der FFH-Richtlinie. |
| Cuenca del río Guadalix                        |              | 555523379 | ES3110003 | ⊙    | 2.477,2   | Einzugsgebiet des Flusses Guadalix mit Vorkommen von zahlreichen geschützten Fischarten, Auwald, Macchien mit Wacholder und zahlreichen weiteren Schutzgütern der FFH-Richtlinie.                                                                                       |
| Cuenca del río Manzanares                      |              | 555523380 | ES3110004 | ⊙    | 62.999,8  | Einzugsgebiet des Flusses Manzanares mit Vorkommen von Steineichenwäldern, mehreren geschützten Amphibien- und Reptilienarten und zahlreichen weiteren Schutzgütern der FFH-Richtlinie.                                                                                 |
| Cuenca del río Guadarrama                      |              | 555523381 | ES3110005 | ⊙    | 33.936,8  | Einzugsgebiet des Flusses Guadarrama mit Vorkommen von montanen Ginsterheiden, Steineichenbeständen und zahlreichen weiteren Schutzgütern der FFH-Richtlinie. |
| Vegas, cuestas y páramos del sureste de Madrid |              | 555523382 | ES3110006 | ⊙    | 51.008,7  | Ebenen und Hänge im Südosten Madrids mit hoher floristischer Bedeutung, insbesondere die prioritäre Art Lythrum flexuosum. |
| Cuencas de los ríos Alberche y Cofio           |              | 555523383 | ES3110007 | ⊙    | 82.856,6  | Einzugsgebiet der Flüsse Alberche und Cofio mit Vorkommen von Steineichenbeständen und zahlreichen weiteren Schutzgütern der FFH-Richtlinie. Wichtiges Habitat für einige Fledermausarten.                                                                              |